# Flaga Irving
Flaga Irving – jeden z symboli amerykańskiego miasta Irving.

## Opis flagi
Flagę Irving stanowi prostokątny płat tkaniny o stosunku wysokości do długości jak 8:15. Płat flagi podzielony jest w poziomie linią falistą, zaczynającą się po stronie przy drzewcu na wysokości 1/16 wysokości flagi licząc od dołu, a kończącą się na wysokości 1/16 wysokości flagi po stronie swobodnej. Górna część płata jest barwy białej, dolna czerwonej. W pasie białym umieszczono błękitny okrąg o średnicy równej połowie wysokości flagi, którego skraj położony jest w odległości 1/15 długości flagi od drzewca i 1/8 jej wysokości licząc od górnego skraju płata. Wewnątrz okręgu znajduje się stylizowana litera "I", rozciągnięta w stronę drzewca na kształt falującej flagi barwy błękitnej, przedzielonej białym pasem. Od strony swobodnej umieszczono nad nią dużą, błękitną kropkę.

## Symbolika
Barwy flagi nawiązują do flagi Teksasu, jednakże Irving jest jednym z zaledwie kilku miast tego stanu nie posiadających na fladze symbolu samotnej gwiazdy. Stylizowana litera "I" to inicjał nazwy miasta. Litera ta, wraz z otaczającym ją błękitnym okręgiem, stanowi logo miasta. Kropka symbolizuje Civic Center Complex (centrum obsługi mieszkańców), sam logotyp falującej flagi połączonej z literą "I" symbolizuje Irving Boulevard (część autostrady stanowej nr 356).

## Historia
Flagę ustanowiono 16 października 1975 jako uzupełnienie przyjętego uprzednio logo. Autorem zarówno logo jak i flagi jest Jim Scogging z firmy Grogan-Scoggins, będącej projektantem i wykonawcą oddanego do użytku w 1976 roku Civic Center Complex.